# Paama

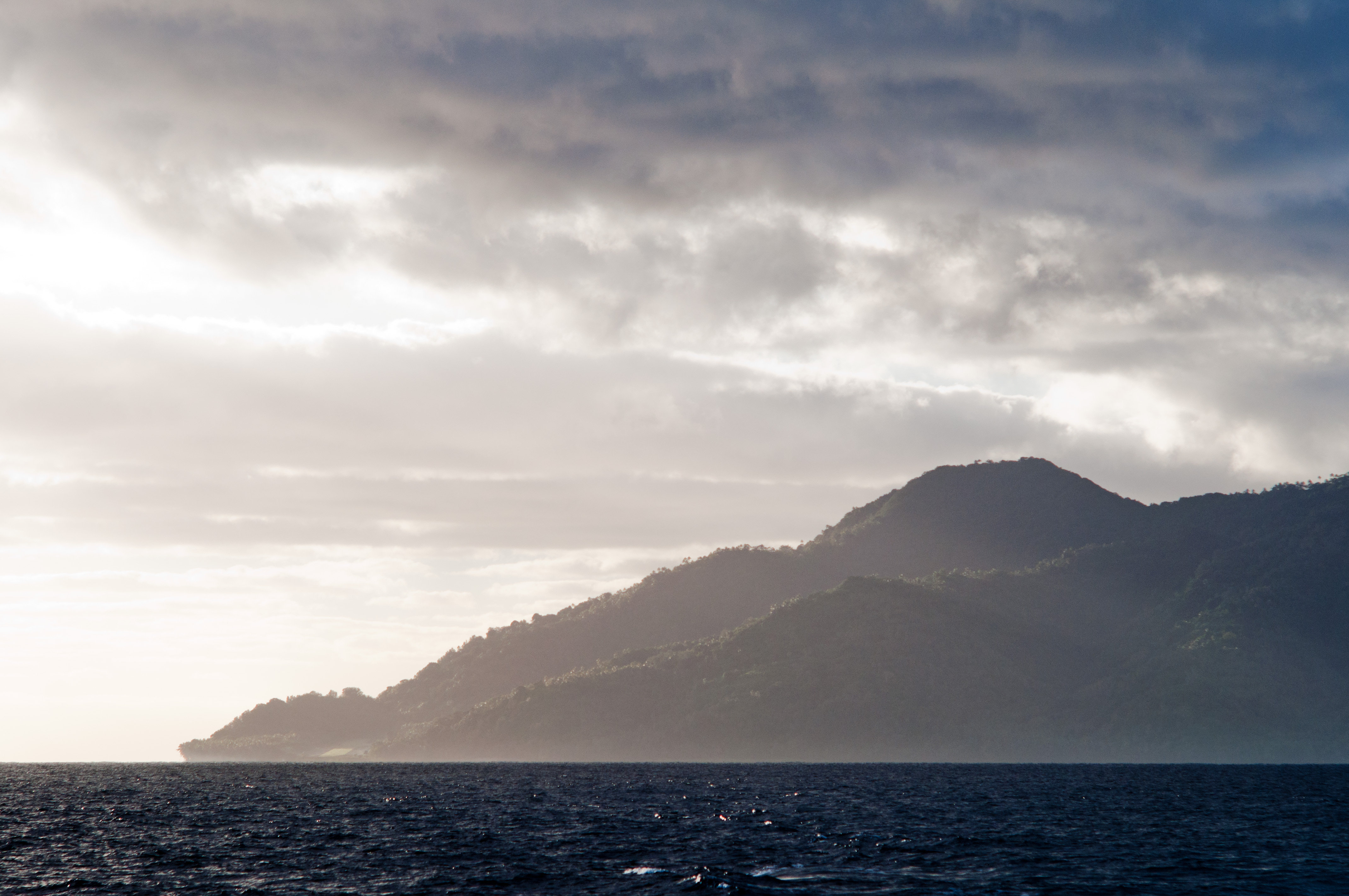

Paama (idioma paama: Voum ) es una pequeña isla en la provincia de Malampa, Vanuatu.
La isla está a unos 8 km de norte a sur y solo a 5 km en su punto más ancho. La isla está dominada por colinas, que se elevan a una altitud de unos 550 m en el norte.
Paama se encuentra a poca distancia al sur de Ambrym, un poco más al este de Malakula, a unos 7 km al oeste del gran volcán activo Lopevi (Ulvae, en la lengua vernácula (véase Crowley 1982), y una corta distancia al norte de la isla de Epi. Durante a la luz del día, todas las islas vecinas de Paama son claramente visibles desde varios lugares de la isla. De hecho, en una noche clara, el resplandor rojo de los volcanes gemelos de Ambrym se puede ver claramente desde la playa de arena negra de Liro. La ahora deshabitada isla de Lopevi domina el vista hacia el este desde el pueblo de Lulep, en la costa noreste de la isla. Este volcán activo es bastante regular, y entra en erupción cada dos años aproximadamente, causando problemas muy serios para quienes viven en los pueblos de Lulep y Luli en el noreste de la isla la ceniza volcánica ácida cae sobre los jardines, arruina los cultivos y sobre los tejados de paja natangura, pudriéndolos.

## Población
Hoy en día, la mayoría de las personas que viven en Paama viven en aldeas cercanas a la costa de la isla y hacen sus jardines en las laderas cercanas. En general, los productos agrícolas son para subsistencia, aunque algunos se exportan para la venta en Port Vila (capital de Vanuatu en Éfaté) y Luganville (en Espíritu Santo). Liro, el consejo y centro administrativo de la isla es el pueblo más poblado de la isla. Se dice que el edificio del consejo, que se encuentra a unos cien metros de la costa, fue la casa del reverendo Maurice Frater, el misionero presbiteriano residente en la isla a principios de 1900. Frater llegó a la isla en 1900, cuando los forasteros fueron tratados con gran hostilidad y se quedaron durante 39 años, construyendo 21 iglesias y convirtiendo a la mayoría de la población al cristianismo. Hoy en día, la población de la isla es de alrededor de 1.600, y la gran mayoría vive en la costa oeste de la isla. Sin embargo, el número de personas que dicen ser paameses es mucho mayor que esto. Alrededor de 7.000 personas que viven en todo Vanuatu afirmaron ser paameses en el censo de 1999. De hecho, Paama tiene la tasa más alta de emigración de cualquiera de las 83 islas de Vanuatu

## Idioma
Los habitantes hablan el idioma paama, denominado paamés por el lingüista Terry Crowley, aunque los residentes no tienen un término para el idioma en sí. Es una lengua del este de Vanuatu, un conocimiento cercano de la lengua Ambrym del Sudeste. Sin embargo, no están tan cerca como para que todos los hablantes de uno comprendan a los hablantes del otro. Además de hablar paamés, la mayoría de los paameses también hablan bislama, uno de los tres idiomas nacionales de Vanuatu.

## Transporte
En la parte norte de la isla se encuentra la franja de hierba del aeropuerto de Paama, con sede en el pueblo de Tavie. Aterrizar y despegar de este aeropuerto no es para los débiles de corazón, es una de las pistas de aterrizaje más cortas de todo Vanuatu.